# راسموس بنغتسون
راسموس بنغتسون (بالسويدية: Rasmus Bengtsson)‏ هو لاعب هوكي الجليد سويدي، ولد في 14 مايو 1993 في لاندسكرونا في السويد.

## وصلات خارجية
- راسموس بنغتسون على موقع دوري الهوكي الوطني (الإنجليزية)
- راسموس بنغتسون على موقع EliteProspects.com (الإنجليزية)
- راسموس بنغتسون على موقع HockeyDB.com (الإنجليزية)